# Damien Hoyland
Damien Hoyland (Escocia, 11 de enero de 1994) es un jugador profesional escocés de rugby que se desempeña en la posición de wing derecho en Old Glory DC, equipo perteneciente a la liga Major League Rugby.

## Carrera
En 2014, Hoyland se unió al equipo Edinburgh Rugby (2014-2023), después pasó a Old Glory DC, disputando su primera temporada en la Major League Rugby. También fue parte de la Selección de rugby de Escocia.